# Carlos Reutemann
Carlos Alberto Reutemann, detto Lole (Santa Fe, 12 aprile 1942 – Santa Fe, 7 luglio 2021), è stato un pilota automobilistico e politico argentino, vincitore di 12 Gran Premi iridati di Formula 1.
Militante del partito di centro-sinistra Fronte per la Vittoria, è stato governatore della provincia argentina di Santa Fe.

## Biografia
Era figlio di Enrique Reutemann e Flora Molina. Il bisnonno Jacob Reutemann era emigrato da Zurigo, in Svizzera, a Santa Fe, in Argentina, nella seconda metà dell'Ottocento e per questo motivo Carlos aveva anche la nazionalità svizzera oltre a quella argentina.
Il 21 maggio 1968 sposò María Noemí Claudia Bobbio (conosciuta come Mimicha, che significa Gattina), figlia di Don Marcos Bobbio, un imprenditore di Santa Fe la cui famiglia era originaria della zona di Venezia, in Italia. Dal loro matrimonio nacquero due figlie, Cora e Mariana. La coppia si separò negli anni ottanta, dopo il ritiro di Reutemann dalla Formula 1. Nel 2006 si risposò con Verónica Ghio.

### Carriera

#### Gli inizi

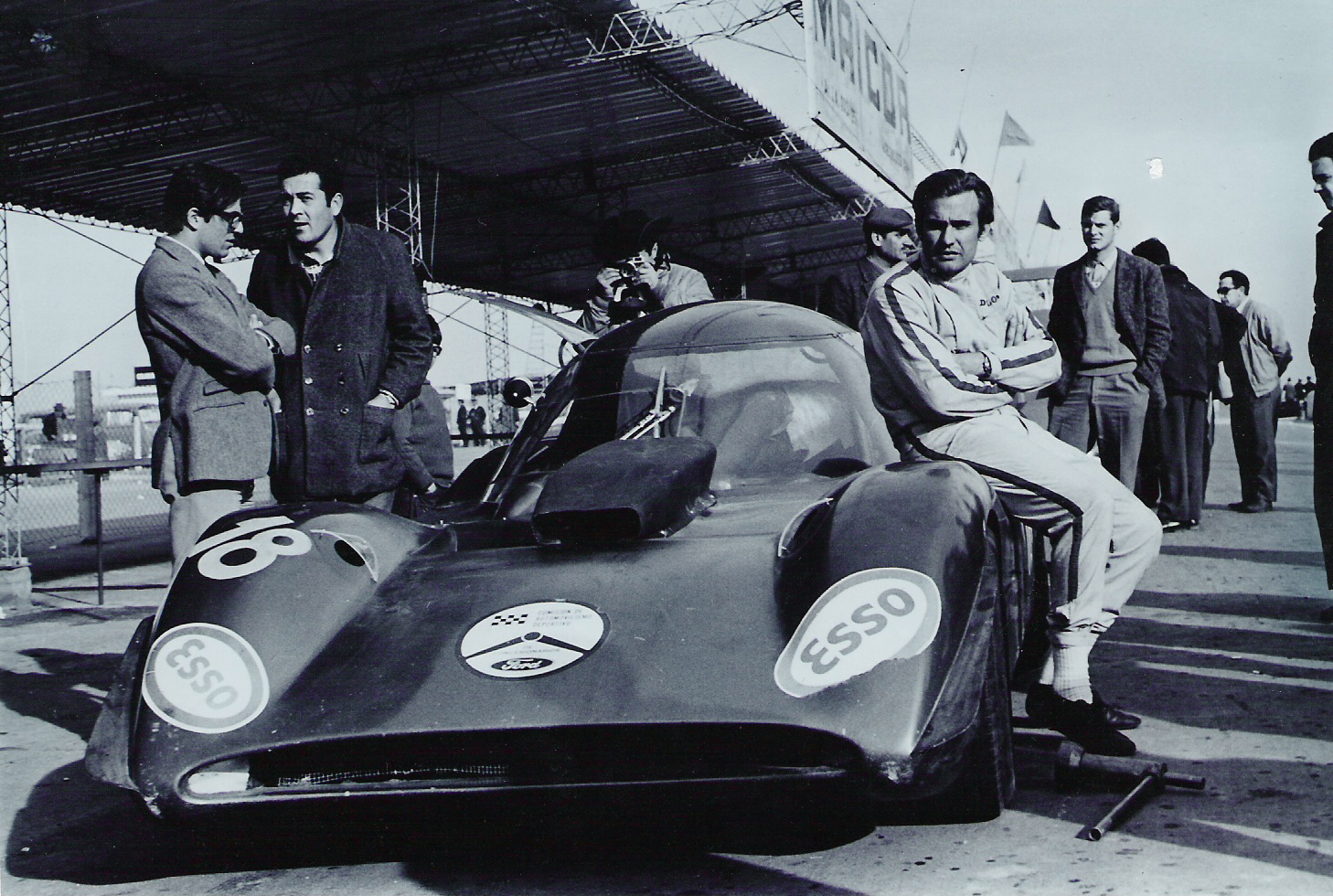
Un giovane Reutemann a inizio carriera in patria, nelle Sport Prototipo, seduto sulla sua Huayra Pronello Ford.

Soprannominato "Lole", fu definito da Enzo Ferrari un «pilota tormentato e tormentoso», forse in riferimento ai suoi frequenti ed estremi alti e bassi: per colpa della sua personalità alternava infatti giornate in cui era praticamente perfetto ad altre in cui era irriconoscibile (vedi l'epilogo del mondiale 1981).
Molto veloce e dotato di classe naturale, sembrava colpito da una specie di maledizione nell'essere sempre sulla vettura giusta per vincere ma nell'anno sbagliato (Ferrari nel 1977 e 1978, Lotus nel 1979, e Williams dal 1980 al 1982), vuoi per la scarsa competitività dell'auto che nelle stagioni prima o dopo di lui vinceva il mondiale, vuoi per l'ingombro mentale creato dal compagno che di volta in volta divideva con lui il box (Niki Lauda, Gilles Villeneuve, Mario Andretti e Alan Jones).

#### Formula 1
Incominciò l'attività con vetture turismo e diventò ben presto il più promettente corridore sudamericano nella Temporada di F2: i successi gli consentirono di essere scelto dall'Automobile Club che lo sponsorizzò per una stagione in Europa con la Brabham. Debuttò in Formula 1 nel Gran Premio d'Argentina del 1972 al volante di una BT34 motorizzata Ford: in prova ottenne la pole position, ma in gara dovette accontentarsi di un settimo posto finale. Con la Brabham corse fino al 1976, ottenendo la sua prima vittoria nel Gran Premio del Sudafrica del 1974 e conseguendo altri tre successi negli anni successivi.
Nel finale della stagione 1976 abbandonò la casa inglese e corse a Monza al volante della Ferrari, che stava cercando un nuovo pilota per sostituire Niki Lauda (ritenuto non più all'altezza dopo il grave incidente occorsogli al Nürburgring qualche settimana prima); a fine stagione fu invece l'altro ferrarista Clay Regazzoni a far posto all'argentino, scelto in seconda battuta dopo l'iniziale rifiuto del brasiliano ed ex campione del mondo Emerson Fittipaldi. Nel 1977 Reutemann doveva quindi essere il pilota di punta: vinse subito in Brasile, ma poi si perse in molte difficoltà e il titolo mondiale andò invece a Lauda, dato troppo frettolosamente per finito. Nel 1978 continuò l'avventura in Ferrari ma con un nuovo compagno di squadra, l'esordiente Gilles Villeneuve; arrivarono quattro vittorie per l'argentino, ma il titolo fu appannaggio di Mario Andretti e della sua imbattibile Lotus 79.

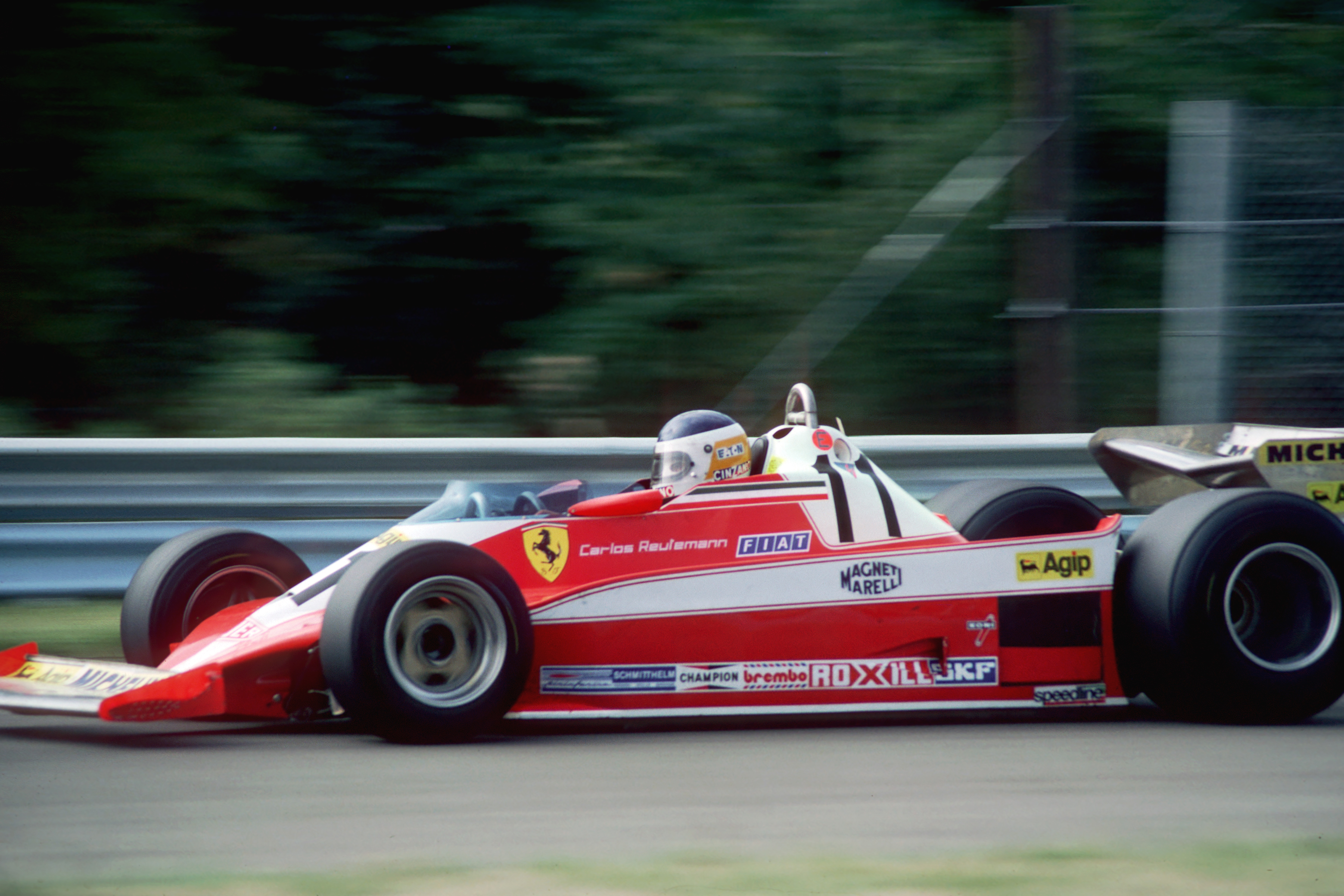
Carlos Reutemann nel 1978, alla guida della sua Ferrari 312 T3, durante il vittorioso Gran Premio degli Stati Uniti d'America-Est.

Reutemann nel 1979 decise allora di accasarsi proprio presso la Lotus, ma la squadra non era più quella dell'anno prima e arrivarono solo alcuni podi e niente più. Per il 1980 firmò quindi per la Williams, come spalla del compagno Alan Jones destinato a conquistare il mondiale; l'argentino riuscì però a togliersi una bella soddisfazione vincendo il prestigioso Gran Premio di Monaco.
Il 1981 fu l'anno cruciale della sua carriera. Sempre al volante della Williams, si ribellò allo status di seconda guida e a Jacarepaguá superò il compagno Jones, ignorando gli ordini dai box e andando a vincere: i due piloti divennero nemici in casa. Reutemann, grazie a un'altra vittoria in Belgio – in un fine settimana in cui fu anche, suo malgrado, coinvolto nell'incidente in pit lane che costò la vita a un meccanico della Osella – e a numerosi piazzamenti, arrivò in testa alla classifica mondiale, lottando strenuamente con il giovane brasiliano della Brabham, Nelson Piquet. Si arrivò all'ultima gara, a Las Vegas, con l'argentino in vantaggio di un punto: durante le prove Carlos realizzò il miglior tempo e partì dalla pole position ma, a causa del suo comportamento all'inizio dell'anno nei confronti di Jones, la Williams non lo aiutò sicché l'argentino, sotto pressione, non riuscì ad andare a punti, mentre a Piquet bastò un quinto posto per superare il rivale e diventare campione del mondo; da questa vicenda nacque anche il soprannome "el Gaucho triste". In merito la figlia Mariana, in un'intervista rilasciata subito dopo la morte del padre, sostenne che lui le aveva confidato che nella notte tra le qualifiche e la gara qualcuno a sua insaputa avrebbe stravolto l'assetto della sua macchina, peggiorandola sensibilmente e di fatto impedendogli di lottare per il titolo.
La delusione fu molto forte e, ormai demotivato, dopo aver disputato i primi due Gran Premi del 1982 – e anche a causa della guerra delle Falkland, e dei conseguenti problemi di un argentino indesiderato in Inghilterra – decise di ritirarsi dalla Formula 1.

### Dopo il ritiro
Nell'immediato si dedicò ai suoi poderi nella pampa argentina. In seguito si diede con successo alla politica, facendosi anche eleggere governatore della sua provincia natia.
Rimasto legato all'ambiente Ferrari, in occasione del fine settimana del Gran Premio d'Argentina 1995, prima della gara la scuderia di Maranello gli regalò un giro di pista a bordo della monoposto della precedente stagione, la 412 T1, con applicato il suo numero 11 degli anni a Maranello, tra l'ovazione degli spettatori; ancora l'8 dicembre 2004, in visita al circuito di Fiorano, all'età di 62 anni Reutemann poté testare la monoposto F2004 appena laureatasi campione del mondo.
Morì nella natìa Santa Fe il 7 luglio 2021, all'età di 79 anni, dopo mesi difficili e vari giorni di terapia intensiva, in seguito a complicazioni dovute a un tumore del fegato che gli era stato diagnosticato quattro anni prima. Ha ricevuto sepoltura nel cimitero giardino Lar de Paz di Monte Vera, a nord di Santa Fe.

## Risultati

### Campionato mondiale di Formula 1
| 1972 | Scuderia | Vettura     |   |     |  |  |    |    |   |     |     |     |   |     |  |  |  |  |  | Punti | Pos. |
| ---- | -------- | ----------- | - | --- |  |  | -- | -- | - | --- | --- | --- | - | --- |  |  |  |  |  | ----- | ---- |
| 1972 | Brabham  | BT37 e BT42 | 7 | Rit |  |  | 13 | 12 | 8 | Rit | Rit | Rit | 4 | Rit |  |  |  |  |  | 3     | 16º  |

| 1973 | Scuderia | Vettura     |     |    |   |     |     |     |   |   |   |     |     |   |   |   |   |  |  | Punti | Pos. |
| ---- | -------- | ----------- | --- | -- | - | --- | --- | --- | - | - | - | --- | --- | - | - | - | - |  |  | ----- | ---- |
| 1973 | Brabham  | BT37 e BT42 | Rit | 11 | 7 | Rit | Rit | Rit | 4 | 3 | 6 | Rit | Rit | 4 | 6 | 8 | 3 |  |  | 16    | 7º   |

| 1974 | Scuderia | Vettura     |   |   |   |     |     |     |     |    |     |   |   |   |     |   |   |  |  | Punti | Pos. |
| ---- | -------- | ----------- | - | - | - | --- | --- | --- | --- | -- | --- | - | - | - | --- | - | - |  |  | ----- | ---- |
| 1974 | Brabham  | BT42 e BT44 | 7 | 7 | 1 | Rit | Rit | Rit | Rit | 12 | Rit | 6 | 3 | 1 | Rit | 9 | 1 |  |  | 32    | 6º   |

| 1975 | Scuderia | Vettura |   |   |   |   |   |   |   |   |    |     |   |    |   |     |  |  |  | Punti | Pos. |
| ---- | -------- | ------- | - | - | - | - | - | - | - | - | -- | --- | - | -- | - | --- |  |  |  | ----- | ---- |
| 1975 | Brabham  | BT44B   | 3 | 8 | 2 | 3 | 9 | 3 | 2 | 4 | 14 | Rit | 1 | 14 | 4 | Rit |  |  |  | 37    | 3º   |

| 1976 | Scuderia        | Vettura    |    |     |     |   |     |     |     |    |     |     |     |     |   |  |  |  |  | Punti | Pos. |
| ---- | --------------- | ---------- | -- | --- | --- | - | --- | --- | --- | -- | --- | --- | --- | --- | - |  |  |  |  | ----- | ---- |
| 1976 | Brabham Ferrari | BT45 312 T | 12 | Rit | Rit | 4 | Rit | Rit | Rit | 11 | Rit | Rit | Rit | Rit | 9 |  |  |  |  | 3     | 16º  |

| 1977 | Scuderia | Vettura |   |   |   |     |   |   |     |   |   |    |   |   |   |     |   |     |   | Punti | Pos. |
| ---- | -------- | ------- | - | - | - | --- | - | - | --- | - | - | -- | - | - | - | --- | - | --- | - | ----- | ---- |
| 1977 | Ferrari  | 312 T2  | 3 | 1 | 8 | Rit | 2 | 3 | Rit | 3 | 6 | 15 | 4 | 4 | 6 | Rit | 6 | Rit | 2 | 42    | 4º   |

| 1978 | Scuderia | Vettura         |   |   |     |   |   |   |     |    |    |   |     |     |   |   |   |   |  | Punti | Pos. |
| ---- | -------- | --------------- | - | - | --- | - | - | - | --- | -- | -- | - | --- | --- | - | - | - | - |  | ----- | ---- |
| 1978 | Ferrari  | 312 T2 e 312 T3 | 7 | 1 | Rit | 1 | 8 | 3 | Rit | 10 | 18 | 1 | Rit | Rit | 7 | 3 | 1 | 3 |  | 48    | 3º   |

| 1979 | Scuderia | Vettura |   |   |   |     |   |   |   |    |   |     |     |     |   |     |     |  |  | Punti   | Pos. |
| ---- | -------- | ------- | - | - | - | --- | - | - | - | -- | - | --- | --- | --- | - | --- | --- |  |  | ------- | ---- |
| 1979 | Lotus    | 79      | 2 | 3 | 5 | Rit | 2 | 4 | 3 | 13 | 8 | Rit | Rit | Rit | 7 | Rit | Rit |  |  | 20 (25) | 6º   |

| 1980 | Scuderia | Vettura |     |     |   |     |   |   |   |   |   |   |   |   |   |   |  |  |  | Punti   | Pos. |
| ---- | -------- | ------- | --- | --- | - | --- | - | - | - | - | - | - | - | - | - | - |  |  |  | ------- | ---- |
| 1980 | Williams | FW07    | Rit | Rit | 5 | Rit | 3 | 1 | 6 | 3 | 2 | 3 | 4 | 3 | 2 | 2 |  |  |  | 42 (49) | 3º   |

| 1981 | Scuderia | Vettura |   |   |   |   |   |     |   |    |   |     |   |     |   |    |   |  |  | Punti | Pos. |
| ---- | -------- | ------- | - | - | - | - | - | --- | - | -- | - | --- | - | --- | - | -- | - |  |  | ----- | ---- |
| 1981 | Williams | FW07C   | 2 | 1 | 2 | 3 | 1 | Rit | 4 | 10 | 2 | Rit | 5 | Rit | 3 | 10 | 8 |  |  | 49    | 2º   |

| 1982 | Scuderia | Vettura |   |     |  |  |  |  |  |  |  |  |  |  |  |  |  |  |  | Punti | Pos. |
| ---- | -------- | ------- | - | --- |  |  |  |  |  |  |  |  |  |  |  |  |  |  |  | ----- | ---- |
| 1982 | Williams | FW07C   | 2 | Rit |  |  |  |  |  |  |  |  |  |  |  |  |  |  |  | 6     | 15º  |

| Legenda | 1º posto     | 2º posto | 3º posto    | A punti         | Senza punti/Non class.  | Grassetto – Pole position Corsivo – Giro più veloce |
| Legenda | Squalificato | Ritirato | Non partito | Non qualificato | Solo prove/Terzo pilota | Grassetto – Pole position Corsivo – Giro più veloce |

### Campionato mondiale rally
| 1980 | Scuderia | Vettura    |  |  |  |  |  |   |  |  |  |  |  |  | Punti | Pos. |
| ---- | -------- | ---------- |  |  |  |  |  | - |  |  |  |  |  |  | ----- | ---- |
| 1980 | Fiat     | 131 Abarth |  |  |  |  |  | 3 |  |  |  |  |  |  | 12    | 21º  |

| 1985 | Scuderia | Vettura      |  |  |  |  |  |  |  |   |  |  |  |  | Punti | Pos. |
| ---- | -------- | ------------ |  |  |  |  |  |  |  | - |  |  |  |  | ----- | ---- |
| 1985 | Peugeot  | 205 Turbo 16 |  |  |  |  |  |  |  | 3 |  |  |  |  | 12    | 19º  |

| Legenda | 1º posto | 2º posto | 3º posto | A punti | Senza punti | Ritirato | Squalificato | NP=Non partito C=Gara cancellata | Apice=Power stage |